# Locomotiva prussiana G 10
La locomotiva prussiana G 10 era una locomotiva a vapore con tender costruita in Germania per il traino di treni merci pesanti, ma in grado di svolgere servizi viaggiatori di minore importanza.

## Storia
Le locomotive del gruppo G 10 vennero concepite progettualmente all'approssimarsi degli anni dieci dall'ingegnere Robert Garbe per il servizio merci pesante delle ferrovie prussiane. Venne scelto il rodiggio a cinque assi accoppiati e senza assi portanti per giovarsi della massimizzazione del peso aderente e, allo stesso tempo, di un peso assiale contenuto. Il successo della Locomotiva kkStB 180 di Karl Gölsdorf che per primo lo aveva adottato ne fornì anche la motivazione tecnica, ma Garbe lo perfezionò applicando la coppia fornita dalla biella motrice all'asse centrale, di bordino ridotto, e fornendo gli assi estremi di un gioco trasversale che permetteva alla locomotiva una buona inscrizione nelle curve e un equilibrio dinamico nei due sensi di marcia.
Tra il 1910 e il 1924 vennero fornite 2.615 "G 10" alle ferrovie statali prussiane e alla Deutsche Reichsbahn, 35 alle ferrovie imperiali dell'Alsazia-Lorena e 27 alle ferrovie della Saar. Ulteriori 350 unità vennero fornite alle ferrovie della Turchia, della Romania, della Polonia e della Lituania dalle fabbriche tedesche di locomotive, Henschel & Sohn, Hanomag, Borsig, Rheinmetall, Grafenstaden, Krupp, Orenstein & Koppel e Hohenzollern in un numero che raggiunse a fine produzione circa 3000 unità.
Nel 1916 le ferrovie militarizzate dell'Austria (k.u.k. Heeresbahn) avevano acquisite 20 G 10 a scartamento largo, denominate Classe 680, per le operazioni in Russia; dopo l'annessione tedesca alcune di esse divennero le 57 2766-2768 e 57 2789-2792 delle ferrovie del Reich. Alla fine della prima guerra mondiale 222 locomotive G 10 vennero cedute a ferrovie di altri paesi quali risarcimento danni di guerra. Tra queste è il gruppo di 9 locomotive reimmatricolate nel parco rotabili delle Ferrovie dello Stato assumendo la classificazione come gruppo 473.001-009. 

Secondo la rinumerazione provvisoria del 1923 molte locomotive divennero "gruppo 33" mentre quelle costruite successivamente furono immatricolate direttamente con la numerazione definitiva che collocò le "G 10" tra 57 1001-2725 e 57 2892-3524. La 57 1124 proveniva dall'Alsazia-Lorena. Nel 1935 le G 10 della Saar furono rinumerate 57 2727-2763 e durante la seconda guerra mondiale vennero inglobate nel gruppo parecchie unità delle ferrovie della Polonia quali 57 2764-2772 e 57 2784-2804 e delle ferrovie lussemburghesi come 57 2773-2783.
Alla fine della guerra 165 unità del gruppo rimasero in Austria e 96 continuarono il servizio come "ÖBB 657" fino al 1968. 
Nel 1950 la Deutsche Bundesbahn annoverava nel suo parco macchine 649 ex-prussiane G 10 mentre la Deutsche Reichsbahn, le ferrovie della Germania Est ne contava 112 unità e le ferrovie della Saar 81 locomotive. La Deutsche Bundesbahn riclassificò le sue ex-G 10 come Br 057 nel 1968 accantonandole però due anni dopo; nel 1970, nel mese di settembre, l'ultima unità 057 070-5 fu accantonata. Le ferrovie della Germania orientale accantonarono le loro macchine entro il 1972.

## Caratteristiche
La locomotiva "prussiana" G 10 era concettualmente derivata dalle precedenti "prussiane", T 16 di cui riprendeva il meccanismo motore e dalle P 8 con le quali aveva in comune la stessa caldaia che era quindi intercambiabile. In virtù del relativamente basso peso assiale era adatta ad un uso più flessibile rispetto ad altre locomotive di potenza analoga.
Le locomotive del gruppo erano a vapore surriscaldato, con surriscaldatore tipo Schmidt e pressione in caldaia tarata a 12 bar; il meccanismo motore era il semplice ma robusto tipo a 2 cilindri gemelli a semplice espansione. La distribuzione era del tipo classico a cassetto con meccanismo tipo Walschaerts. Il rodiggio 0-5-0 permetteva una marcia equilibrata nei due sensi e una notevole forza di trazione essendo massima la massa aderente.
Il peso in servizio era a seconda delle versioni tra 70,4 e 76,6 t, la velocità massima 60 km/ora.
L'impianto frenante era ad aria compressa del tipo Westinghouse. Era dotata di prese per il riscaldamento a vapore dei treni viaggiatori.
Le locomotive adottarono vari tipi di tender tra i modelli forniti alle locomotive T 16.5, T 20, T 21.5, T 31.5.